# Be as You Are (Songs from an Old Blue Chair)
Be as You Are (Songs from an Old Blue Chair) é um álbum de Kenny Chesney, lançado em 2005.